# Kiyohara Tama
Kiyohara Tama (清原玉 (Thanh Nguyên Ngọc)) (1861 – 1939), cũng được biết đến với cái tên Kiyohara Otama (清原お玉), O'Tama Chiovara hay Eleonora Ragusa (エレオノーラ・ラグーザ), và Ragusa Tama (ラグーザ・玉) là một họa sĩ người Nhật Bản đã dành hầu hết cuộc đời nghệ thuật của mình tại thành phố Sicilian thuộc Palermo. Tên thời con gái của bà là Kiyohara Tamayo (清原多代 (Thanh Nguyên Đa Đại)).

## Tiểu sử
Kiyohara Tamayo là con gái thứ hai của Kiyohara Einosuke, người quản lý ngôi chùa Zōjō-ji nổi tiếng ở vùng Shiba-Shinbori, Minato, Tokyo, Nhật Bản. Bà bắt đầu học về hội họa với thầy giáo của mình trước khi vào tiểu học. Cuộc sống của bà đột ngột thay đổi sau khi nhà điêu khắc người Sicily Vincenzo Ragusa yêu cầu bà làm người mẫu cho ông khi mới 17 tuổi. Sáu năm sau khi sống ở Nhật Bản, ông quyết định trở về nước vào năm 1882, theo ông là Kiyohara Einosuke, vợ của Einosuke và con gái Tamayo. Khi ấy bà 21 tuổi.
Tại Palermo, Ragusa mở trường nghệ thuật Scuola Superiore d'Arte Application. Kiyohara Einosuke và vợ  đã giới thiệu các kỹ thuật sơn mài Nhật Bản đến Ý với tư cách người hướng dẫn. Những khó khăn trong việc kiếm nguyên liệu thô cần thiết đã khiến trường phải đóng cửa, Einosuke và vợ buộc phải trở về Nhật Bản sau sáu năm sống ở Palermo. Duy chỉ có cô con gái Tamayo ở lại Ý, bà sau đó đã kết hôn với Ragusa vào năm 1889  và lấy tên mới là Eleonora Ragusa.
Bà tiếp tục sự nghiệp nghệ thuật của mình và được đề cử làm hiệu phó trường nghệ thuật Vincenzo tại Palermo. Ngôi trường còn được gọi với tên "Museo Artistico Industriale, Scuole Officine", được mở vào năm 1884 bằng quỹ công ở Palazzo Belvedere do Casa Benzo phụ trách. Benzo đứng đầu khoa nam sinh, còn bà phụ trách quản lý khoa nữ sinh. Trường vẫn tồn tại dưới tên Istituto d'Arte di Palermo.
Ở Ý, bà được ngưỡng mộ vì các tác phẩm vẽ bằng màu nước, như những bức tĩnh vật với hoa và những bức vẽ  phong cảnh. Bà đã giành được nhiều giải thưởng trong các cuộc triển lãm Mỹ thuật ở Palermo. Bên cạnh đó, bà cũng biết đến với tài thêu thùa; bà đã giành huy chương vàng cho tác phẩm của mình tại một cuộc triển lãm ở Rome.
Sau khi chồng bà qua đời vào năm 1927, hai tờ báo Nhật Bản là Osaka Mainichi Shinbun và Tokyo Nichinichi Shinbun đã tìm hiểu về câu chuyện của bà và đã xuất bản một cuốn tiểu thuyết dài kỳ, kể từ đó Tamayo trở nên nổi tiếng tại quê hương bà. Mặc dù lúc đó không thể nói  tiếng Nhật được nữa, song bà vẫn quyết định quay trở lại. Sau khi về nước, bà mở một xưởng may ở Shiba Shinbori và qua đời tại đây vài năm sau đó. Bà được chôn cất tại ngôi đền Chōgen-ji của gia đình mình. Có thể nói, Kiyohara Tama là một họa sĩ có tài năng tuyệt vời, song hầu hết các tác phẩm bà để lại ở Nhật Bản đã bị phá hủy trong Thế chiến thứ hai, còn những tác phẩm bà để lại ở Ý vẫn được trưng bày trong nhiều bộ sưu tập khác nhau.
Theo nguyện vọng của bà, một nửa tro cốt của bà được chôn ở Nhật Bản, còn một nửa được chôn ở Palermo, bên cạnh mộ của chồng bà.

## Trong văn hóa đại chúng
Tama đã xuất hiện trong cuốn tiểu thuyết The Death of Noah Glass, xuất bản vào năm 2018 của tác giả người Úc Gail Jones, trong đó nhân vật cùng tên bị cáo buộc có liên quan đến vụ trộm và buôn lậu tác phẩm điêu khắc Eleonora của Vincenzo Ragusa.